# Mistrovství světa juniorů v ledním hokeji 2025
Mistrovství světa juniorů v ledním hokeji 2025 bylo 49. oficiální mistrovství světa juniorů v ledním hokeji. Začalo 26. prosince 2024 a skončilo finálovým zápasem, který se odehrál 6. ledna 2025.

## Pozadí
Turnaj se do Ottawy vrátí poté, co se tam naposledy konal v roce 2009. Bude to po devatenácté, co Kanada bude hostit Mistrovství světa juniorů a počtvrté v pěti letech (2021, 2022, 2023 a 2025)

## Stadiony
| Ottawa                                | Ottawa | Ottawa                         |
| ------------------------------------- | ------ | ------------------------------ |
| Canadian Tire Centre Kapacita: 18 655 | Ottawa | TD Place Arena Kapacita: 8 585 |
|                                       | Ottawa |                                |

## Rozhodčí
| Hlavní | Čároví |
| --- | --- |
| - Andris Ansons - Riku Brander - Michael Campbell - Mads Frandsen - Christoffer Holm - Mikael Holm - Jan Hribik - Mike Langin - Sean Macfarlane - Peter Stano - Michael Tscherrig - Kristian Vikman | - Albert Ankerstjerne - Nic Briganti - Jake Davis - Oto Durmis - Shane Gustafson - Onni Hautamäki - Daniel Hynek - Tommi Niittylä - Anders Nyqvist - Tarrington Wyonzek - Dāvis Zunde |

## Skupiny

### Skupina A

#### Tabulka
| Poř. | Tým      | Z | V | VP | PP | P | VG | OG | B  |
| ---- | -------- | - | - | -- | -- | - | -- | -- | -- |
| 1.   | USA      | 4 | 3 | 0  | 1  | 0 | 22 | 10 | 10 |
| 2.   | Finsko   | 4 | 2 | 1  | 0  | 1 | 10 | 8  | 8  |
| 3.   | Kanada   | 4 | 2 | 0  | 1  | 1 | 10 | 7  | 7  |
| 4.   | Lotyšsko | 4 | 0 | 2  | 0  | 2 | 8  | 13 | 4  |
| 5.   | Německo  | 4 | 0 | 0  | 1  | 3 | 8  | 20 | 1  |

#### Zápasy
| 26. prosince 2024 20:30 | USA | 10 : 4 (2:0, 4:2, 4:2) | Německo | Canadian Tire Centre, Ottawa Návštěvnost: 13 017 |  |

| Report | |                                                          |                                                                                              |                                                                             |
| Trey Augustine | Trey Augustine | Brankáři                                                 | Nico Pertuch                                                                                 | Rozhodčí: Mikael Holm Kristian Vikman Čároví: Oto Durmis Tarrington Wyonzek |
| Hagens (Hutson, Perreault) 08:07' Perreault (Hagens, Leonard) 11:56' Connelly (Eiserman) 21:38' Hagens (Perreault) 34:01' Svoboda (Willis, Fischer 38:40' Perreault (Hutson, Hagens) 39:39' Terrance (Svoboda) 43:04' Ziemer (Plante, Hutson) 47:16' Ziemer (Connelly, Hutson) 49:44' Eiserman (Hutson, Nelson) 58:13' | Hagens (Hutson, Perreault) 08:07' Perreault (Hagens, Leonard) 11:56' Connelly (Eiserman) 21:38' Hagens (Perreault) 34:01' Svoboda (Willis, Fischer 38:40' Perreault (Hutson, Hagens) 39:39' Terrance (Svoboda) 43:04' Ziemer (Plante, Hutson) 47:16' Ziemer (Connelly, Hutson) 49:44' Eiserman (Hutson, Nelson) 58:13' | 1:0 2:0 3:0 3:1 3:2 4:2 5:2 6:2 7:2 7:3 8:3 9:3 9:4 10:4 | 25:00' Sumpf, (Tropmann) 29:23' Lewandowski 45:37' Boos (Niehus, Schwarz) 56:14' Ruckdaschel | Rozhodčí: Mikael Holm Kristian Vikman Čároví: Oto Durmis Tarrington Wyonzek |
| 8 min | 8 min | Tresty                                                   | 8 min                                                                                        | Rozhodčí: Mikael Holm Kristian Vikman Čároví: Oto Durmis Tarrington Wyonzek |
| 56 | 56 | Střely                                                   | 22                                                                                           | Rozhodčí: Mikael Holm Kristian Vikman Čároví: Oto Durmis Tarrington Wyonzek |

| 27. prosince 2024 01:30 | Finsko | 0 : 4 (0:1, 0:1, 0:2) | Kanada | Canadian Tire Centre, Ottawa Návštěvnost: 17 997 |  |

| Report           |                  |                 | |                                                                                 |
| Petteri Rimpinen | Petteri Rimpinen | Brankáři        | Carter George | Rozhodčí: Christoffer Holm Sean Macfarlane Čároví: Shane Gustafson Daniel Hynek |
|                  |                  | 0:1 0:2 0:3 0:4 | 19:08' McKenna (Schaefer, Bonk) 25:22' Cowan 55:14' Pinelli (Price, Dickinson) 59:41' Schaefer (do prázdné branky) | Rozhodčí: Christoffer Holm Sean Macfarlane Čároví: Shane Gustafson Daniel Hynek |
| 8 min            | 8 min            | Tresty          | 12 min | Rozhodčí: Christoffer Holm Sean Macfarlane Čároví: Shane Gustafson Daniel Hynek |
| 31               | 31               | Střely          | 41 | Rozhodčí: Christoffer Holm Sean Macfarlane Čároví: Shane Gustafson Daniel Hynek |

| 27. prosince 2024 21:30 | Německo | 1 : 3 (0:1, 1:1, 0:1) | Finsko | Canadian Tire Centre, Ottawa Návštěvnost: 11 956 |  |

| Report               |                      |                 | |                                                                      |
| Linus Vieillard      | Linus Vieillard      | Brankáři        | Petteri Rimpinen | Rozhodčí: Mikael Holm Mike Langin Čároví: Anders Nyqvist Dāvis Zunde |
| Sager (Sumpf) 27:24' | Sager (Sumpf) 27:24' | 0:1 0:2 1:2 1:3 | 17:30' Pieniniemi (Helenius, Kiviharju) 25:10' Alasiurua (Uronen, Nurmi) 58:43' Kiiskinen (Hynninen, Kangas, do prázdné branky) | Rozhodčí: Mikael Holm Mike Langin Čároví: Anders Nyqvist Dāvis Zunde |
| 6 min                | 6 min                | Tresty          | 6 min | Rozhodčí: Mikael Holm Mike Langin Čároví: Anders Nyqvist Dāvis Zunde |
| 32                   | 32                   | Střely          | 43 | Rozhodčí: Mikael Holm Mike Langin Čároví: Anders Nyqvist Dāvis Zunde |

| 28. prosince 2024 01:30 | Lotyšsko | 3 : 2 SN (0:0, 0:1, 2:1 – 0:0 – 1:0) | Kanada | Canadian Tire Centre, Ottawa Návštěvnost: 17 490 |  |

| Report | |                                            | |                                                                          |
| Linards Feldbergs | Linards Feldbergs | Brankáři                                   | Jack Ivankovic                                                                                            | Rozhodčí: Peter Stano Michael Tscherrig Čároví: Nick Briganti Jake Davis |
| Mateiko (Osmanis) 53:18' Bulāns (Livšics, Osmanis) 57:31' Osmanis Livšics Sieradzkis Mūrnieks Mateiko Osmanis Mateiko | Mateiko (Osmanis) 53:18' Bulāns (Livšics, Osmanis) 57:31' Osmanis Livšics Sieradzkis Mūrnieks Mateiko Osmanis Mateiko | 0:1 1:1 1:2 2:2 Samostatné nájezdy 0:0 1:0 | 23:28' Luchanko 54:22' Ritchie (Cowan, Beaudoin) Catton McKenna Martone Cowan Nadeau Ritchie Yager Catton | Rozhodčí: Peter Stano Michael Tscherrig Čároví: Nick Briganti Jake Davis |
| 10 min | 10 min | Tresty                                     | 16 min | Rozhodčí: Peter Stano Michael Tscherrig Čároví: Nick Briganti Jake Davis |
| 27 | 27 | Střely                                     | 57 | Rozhodčí: Peter Stano Michael Tscherrig Čároví: Nick Briganti Jake Davis |

| 28. prosince 2024 21:30 | Lotyšsko | 1 : 5 (0:1, 0:3, 1:1) | USA | Canadian Tire Centre, Ottawa Návštěvnost: 17 997 |  |

| Report                            |                                   |                         | |                                                                         |
| Linards Feldbergs                 | Linards Feldbergs                 | Brankáři                | Hampton Slukynsky | Rozhodčí: Riku Brander Jan Hribik Čároví: Onni Hautamäki Tommi Niittylä |
| Livšics (Diļevka, Naudiņš) 48:22' | Livšics (Diļevka, Naudiņš) 48:22' | 0:1 0:2 0:3 0:4 1:4 1:5 | 01:58' Nelson (Eiserman, Ralph) 25:08' Leonard (Hagens, Perreault) 31:13' Buium (Hagens) 39:54' Nelson (Ziemer, Eiserman) 55:31' Plante (Stiga, Moore) | Rozhodčí: Riku Brander Jan Hribik Čároví: Onni Hautamäki Tommi Niittylä |
| 12 min                            | 12 min                            | Tresty                  | 10 min | Rozhodčí: Riku Brander Jan Hribik Čároví: Onni Hautamäki Tommi Niittylä |
| 26                                | 26                                | Střely                  | 41 | Rozhodčí: Riku Brander Jan Hribik Čároví: Onni Hautamäki Tommi Niittylä |

| 29. prosince 2024 20:30 | USA | 3 : 4 PP (1:1, 1:2, 1:0 – 0:1) | Finsko | Canadian Tire Centre, Ottawa Návštěvnost: 16 433 |  |

| Report                                                                                 |                                                                                        |                             | |                                                                                        |
| Trey Augustine                                                                         | Trey Augustine                                                                         | Brankáři                    | Petteri Rimpinen | Rozhodčí: Michael Campbell Michael Tscherrig Čároví: Anders Nyqvist Tarrington Wyndzek |
| Terrance (Svoboda, Willis) 14:20' Hutson (Hensler) 21:45' Ziemer (Stiga, Moore) 43:26' | Terrance (Svoboda, Willis) 14:20' Hutson (Hensler) 21:45' Ziemer (Stiga, Moore) 43:26' | 0:1 1:1 2:1 2:2 2:3 3:3 3:4 | 09:50' Alasiurua (Saarelainen) 24:09' Kiiskinen (Pieniniemi, Helenius) 29:19' Miettinen (Halttunen, Kumpulainen) 61:46' Uronen | Rozhodčí: Michael Campbell Michael Tscherrig Čároví: Anders Nyqvist Tarrington Wyndzek |
| 12 min                                                                                 | 12 min                                                                                 | Tresty                      | 8 min | Rozhodčí: Michael Campbell Michael Tscherrig Čároví: Anders Nyqvist Tarrington Wyndzek |
| 33                                                                                     | 33                                                                                     | Střely                      | 44 | Rozhodčí: Michael Campbell Michael Tscherrig Čároví: Anders Nyqvist Tarrington Wyndzek |

| 30. prosince 2024 01:30 | Kanada | 3 : 0 (1:0, 0:0, 2:0) | Německo | Canadian Tire Centre, Ottawa Návštěvnost: 18 526 |  |

| Report                                                                                                | |             |              |                                                                    |
| Carter George                                                                                         | Carter George                                                                                         | Brankáři    | Nico Pertuch | Rozhodčí: Mads Frandsen Jan Hribik Čároví: Oto Durmis Daniel Hynek |
| Bonk (Cowan, Catton) 09:40' Price (Mynio, Ritchie) 55:02' Cataford (George, do prázdné branky) 59:57' | Bonk (Cowan, Catton) 09:40' Price (Mynio, Ritchie) 55:02' Cataford (George, do prázdné branky) 59:57' | 1:0 2:0 3:0 |              | Rozhodčí: Mads Frandsen Jan Hribik Čároví: Oto Durmis Daniel Hynek |
| 8 min                                                                                                 | 8 min                                                                                                 | Tresty      | 10 min       | Rozhodčí: Mads Frandsen Jan Hribik Čároví: Oto Durmis Daniel Hynek |
| 36 | 36 | Střely      | 25           | Rozhodčí: Mads Frandsen Jan Hribik Čároví: Oto Durmis Daniel Hynek |

| 30. prosince 2024 21:30 | Německo | 3 : 4 PP (1:0, 1:1, 1:2 – 0:1) | Lotyšsko | Canadian Tire Centre, Ottawa Návštěvnost: 10 920 |  |

| Report                                                                                     |                                                                                            |                             | |                                                                             |
| Linus Vieillard                                                                            | Linus Vieillard                                                                            | Brankáři                    | Linards Feldbergs | Rozhodčí: Mike Langin Peter Stano Čároví: Albert Ankerstjerne Nick Briganti |
| Seidl (Sumpf) 00:19' Tropmann (Schafer, Sumpf) 28:40' Lewandowski (Panocha, Brandl) 57:36' | Seidl (Sumpf) 00:19' Tropmann (Schafer, Sumpf) 28:40' Lewandowski (Panocha, Brandl) 57:36' | 1:0 2:0 2:1 2:2 2:3 3:3 3:4 | 29:12' Mateiko (Osmanis, Mūrnieks) 46:55' Osmanis (Bulāns, Mūrnieks) 57:16' Mūrnieks (do prázdné branky) 63:23' Mateiko | Rozhodčí: Mike Langin Peter Stano Čároví: Albert Ankerstjerne Nick Briganti |
| 4 min                                                                                      | 4 min                                                                                      | Tresty                      | 6 min | Rozhodčí: Mike Langin Peter Stano Čároví: Albert Ankerstjerne Nick Briganti |
| 39                                                                                         | 39                                                                                         | Střely                      | 22 | Rozhodčí: Mike Langin Peter Stano Čároví: Albert Ankerstjerne Nick Briganti |

| 31. prosince 2024 20:30 | Finsko | 3 : 0 (1:0, 1:0, 1:0) | Lotyšsko | Canadian Tire Centre, Ottawa Návštěvnost: 12 092 |  |

| Report | |             |                   |                                                                                  |
| Petteri Rimpinen | Petteri Rimpinen | Brankáři    | Linards Feldbergs | Rozhodčí: Mikael Holm Sean Macfarlane Čároví: Shane Gustafson Tarrington Wydnzek |
| Rautiainen (Helenius, Väisänen) 07:05' Kiiskinen (Nieminen, Ruohonen) 27:06' Halttunen (Kiviharju, Rautiainen) 42:05' | Rautiainen (Helenius, Väisänen) 07:05' Kiiskinen (Nieminen, Ruohonen) 27:06' Halttunen (Kiviharju, Rautiainen) 42:05' | 1:0 2:0 3:0 |                   | Rozhodčí: Mikael Holm Sean Macfarlane Čároví: Shane Gustafson Tarrington Wydnzek |
| 10 min | 10 min | Tresty      | 8 min             | Rozhodčí: Mikael Holm Sean Macfarlane Čároví: Shane Gustafson Tarrington Wydnzek |
| 39 | 39 | Střely      | 28                | Rozhodčí: Mikael Holm Sean Macfarlane Čároví: Shane Gustafson Tarrington Wydnzek |

| 1. ledna 2025 01:30 | Kanada | 1 : 4 (0:1, 0:0, 1:3) | USA | Canadian Tire Centre, Ottawa Návštěvnost: 18 935 |  |

| Report                          |                                 |                     | |                                                                                |
| Carter George                   | Carter George                   | Brankáři            | Trey Augustine | Rozhodčí: Andris Ansons Christoffer Holm Čároví: Onni Hautamäki Anders Nyqvist |
| Nadeau (Yager, Molendyk) 41:58' | Nadeau (Yager, Molendyk) 41:58' | 0:1 1:1 1:2 1:3 1:4 | 13:02' Hutson (Eiserman) 44:22' Nelson (Hutson, Connelly) 53:21' Eiserman (Buium) 58:08' Leonard (do prázdné branky) | Rozhodčí: Andris Ansons Christoffer Holm Čároví: Onni Hautamäki Anders Nyqvist |
| 22 min                          | 22 min                          | Tresty              | 14 min | Rozhodčí: Andris Ansons Christoffer Holm Čároví: Onni Hautamäki Anders Nyqvist |
| 39                              | 39                              | Střely              | 28 | Rozhodčí: Andris Ansons Christoffer Holm Čároví: Onni Hautamäki Anders Nyqvist |

### Skupina B

#### Tabulka
| Poř. | Tým        | Z | V | VP | PP | P | VG | OG | B  |
| ---- | ---------- | - | - | -- | -- | - | -- | -- | -- |
| 1.   | Švédsko    | 4 | 4 | 0  | 0  | 0 | 24 | 10 | 12 |
| 2.   | Česko      | 4 | 3 | 0  | 0  | 1 | 25 | 9  | 9  |
| 3.   | Slovensko  | 4 | 1 | 1  | 0  | 2 | 11 | 14 | 5  |
| 4.   | Švýcarsko  | 4 | 1 | 0  | 0  | 3 | 10 | 15 | 3  |
| 5.   | Kazachstán | 4 | 0 | 0  | 1  | 3 | 8  | 30 | 1  |

#### Zápasy
| 26. prosince 2024 18:00 | Slovensko | 2 : 5 (1:0, 0:2, 1:3) | Švédsko | TD Place Arena, Ottawa Návštěvnost: 4 443 |  |

| Report                                                             |                                                                    |                             | |                                                                                   |
| Samuel Urban                                                       | Samuel Urban                                                       | Brankáři                    | Melker Thelin | Rozhodčí: Michael Campbell Mike Langin Čároví: Albert Ankerstjerne Onni Hautamäki |
| Dvorský (Chromiak, Štrbák) 11:53' Jenčko (Pekarčík, Štrbák) 58:35' | Dvorský (Chromiak, Štrbák) 11:53' Jenčko (Pekarčík, Štrbák) 58:35' | 1:0 1:1 1:2 1:3 1:4 1:5 2:5 | 23:41' Bergqvist (Sandin-Pellikka, Granberg) 37:43' Sandin-Pellikka ( Unger Sorum, Willander) 43:58' Sandin-Pellikka (Unger Sorum) 54:01' Sandin-Pellikka (Stenberg, Endstrom) 55:29' Eriksson (Granberg, Hedqvist) | Rozhodčí: Michael Campbell Mike Langin Čároví: Albert Ankerstjerne Onni Hautamäki |
| 8 min                                                              | 8 min                                                              | Tresty                      | 8 min | Rozhodčí: Michael Campbell Mike Langin Čároví: Albert Ankerstjerne Onni Hautamäki |
| 17                                                                 | 17                                                                 | Střely                      | 34 | Rozhodčí: Michael Campbell Mike Langin Čároví: Albert Ankerstjerne Onni Hautamäki |

| 26. prosince 2024 23:00 | Česko | 5 : 1 (1:0, 2:0, 2:1) | Švýcarsko | TD Place Arena, Ottawa Návštěvnost: 3 561 |  |

| Report | |                         |                                       |                                                                           |
| Michael Hrabal | Michael Hrabal | Brankáři                | Elijah Neuenschwander                 | Rozhodčí: Andris Ansons Mads Frandsen Čároví: Nic Briganti Anders Nyqvist |
| Holinka (Galvas) 04:46' Šalé (Holinka, Galvas) 26:10' Kos (Port, Fibigr) 27:28' Štancl (Felcman, Jecho) 44:31' Sikora (Štancl, Hradec, do prázdné branky) 57:31' | Holinka (Galvas) 04:46' Šalé (Holinka, Galvas) 26:10' Kos (Port, Fibigr) 27:28' Štancl (Felcman, Jecho) 44:31' Sikora (Štancl, Hradec, do prázdné branky) 57:31' | 1:0 2:0 3:0 4:0 4:1 5:1 | 47:08' Braillard (E. Meier, S. Meier) | Rozhodčí: Andris Ansons Mads Frandsen Čároví: Nic Briganti Anders Nyqvist |
| 10 min | 10 min | Tresty                  | 10 min                                | Rozhodčí: Andris Ansons Mads Frandsen Čároví: Nic Briganti Anders Nyqvist |
| 35 | 35 | Střely                  | 26                                    | Rozhodčí: Andris Ansons Mads Frandsen Čároví: Nic Briganti Anders Nyqvist |

| 27. prosince 2024 19:00 | Švýcarsko | 1 : 2 (0:1, 1:0, 0:1) | Slovensko | TD Place Arena, Ottawa Návštěvnost: 3 672 |  |

| Report                   |                          |             |                                                    |                                                                                   |
| Christian Kirsch         | Christian Kirsch         | Brankáři    | Samuel Urban                                       | Rozhodčí: Riku Brander Kristian Vikman Čároví: Albert Ankerstjerne Tommi Niittylä |
| Schneller (Reber) 33:48' | Schneller (Reber) 33:48' | 0:1 1:1 1:2 | 18:46' Jenčko (Radivojevič, Dvorský) 56:42' Chovan | Rozhodčí: Riku Brander Kristian Vikman Čároví: Albert Ankerstjerne Tommi Niittylä |
| 4 min                    | 4 min                    | Tresty      | 4 min                                              | Rozhodčí: Riku Brander Kristian Vikman Čároví: Albert Ankerstjerne Tommi Niittylä |
| 29                       | 29                       | Střely      | 29                                                 | Rozhodčí: Riku Brander Kristian Vikman Čároví: Albert Ankerstjerne Tommi Niittylä |

| 27. prosince 2024 23:00 | Švédsko | 8 : 1 (5:0, 1:1, 2:0) | Kazachstán | TD Place Arena, Ottawa Návštěvnost: 3 574 |  |

| Report | |                                     |                                 |                                                                            |
| Marcus Gidlof | Marcus Gidlof | Brankáři                            | Vladimir Nikitin                | Rozhodčí: Michael Campbell Jan Hribik Čároví: Shane Gustafson Daniel Hynek |
| Eklund (Willander, Wahlberg) 05:53' Edstrom (Gustafsson, Hallquisth) 09:20' Eriksson (Granberg, Hedqvist) 11:58' Nilsson (Hurtig, Wahlberg) 13:36' Wahlberg (Forsfjäll, Eklund) 19:47' Wahlberg (Lindstein, Stenberg) 32:18' Vuollet (Forsfjäll, Gustafsson) 45:24' David Granberg 48:44' | Eklund (Willander, Wahlberg) 05:53' Edstrom (Gustafsson, Hallquisth) 09:20' Eriksson (Granberg, Hedqvist) 11:58' Nilsson (Hurtig, Wahlberg) 13:36' Wahlberg (Forsfjäll, Eklund) 19:47' Wahlberg (Lindstein, Stenberg) 32:18' Vuollet (Forsfjäll, Gustafsson) 45:24' David Granberg 48:44' | 1:0 2:0 3:0 4:0 5:0 6:0 6:1 7:1 8:1 | 37:28' Gross (Sitnikov, Orazov) | Rozhodčí: Michael Campbell Jan Hribik Čároví: Shane Gustafson Daniel Hynek |
| 4 min | 4 min | Tresty                              | 6 min                           | Rozhodčí: Michael Campbell Jan Hribik Čároví: Shane Gustafson Daniel Hynek |
| 52 | 52 | Střely                              | 16                              | Rozhodčí: Michael Campbell Jan Hribik Čároví: Shane Gustafson Daniel Hynek |

| 28. prosince 2024 19:00 | Kazachstán | 2 : 14 (1:4, 0:8, 1:2) | Česko | TD Place Arena, Ottawa Návštěvnost: 3 058 |  |

| Report                                                                 |                                                                        |                                                                       | |                                                                               |
| Vladimir Nikitin (od 12. do 28. minuty Jokhar Dudarkijev)              | Vladimir Nikitin (od 12. do 28. minuty Jokhar Dudarkijev)              | Brankáři                                                              | Jan Kavan | Rozhodčí: Andris Ansons Kristian Vikman Čároví: Oto Durmis Tarrington Wyonzek |
| Ljapunov (Simonov, Bejsembajev) 18:34' Kim (Ruslanulij, Orazov) 41:29' | Ljapunov (Simonov, Bejsembajev) 18:34' Kim (Ruslanulij, Orazov) 41:29' | 0:1 0:2 0:3 0:4 1:4 1:5 1:6 1:7 1:8 1:9 1:10 1:11 1:12 2:12 2:13 2:14 | 05:45' Maštalířský (Fibigr, Šalé) 05:51' Sikora (Štancl) 11:01' Dvořák (Šalé, Felcman) 14:45' Hradec (Port, Fibigr) 22:54' Jecho (Port, Čihař) 24:10' Maštalířský 25:09' Štancl (Sikora, Hradec) 27:25' Maštalířský (Petr, Fibigr) 29:17' Štancl (Hradec) 29:32' Novotný 31:35' Hradec (Sikora) 32:05' Čihař (Port, Fibigr) 58:18' Štancl (Husinecký) 58:49' Hradec (Štancl) | Rozhodčí: Andris Ansons Kristian Vikman Čároví: Oto Durmis Tarrington Wyonzek |
| 8 min                                                                  | 8 min                                                                  | Tresty                                                                | 6 min | Rozhodčí: Andris Ansons Kristian Vikman Čároví: Oto Durmis Tarrington Wyonzek |
| 18                                                                     | 18                                                                     | Střely                                                                | 36 | Rozhodčí: Andris Ansons Kristian Vikman Čároví: Oto Durmis Tarrington Wyonzek |

| 29. prosince 2024 18:00 | Švýcarsko | 5 : 7 (1:3, 0:3, 4:1) | Švédsko | TD Place Arena, Ottawa Návštěvnost: 5 756 |  |

| Report | |                                                 | |                                                                           |
| Elijah Neuenschwander (od 21. minuty Christian Kirsch) | Elijah Neuenschwander (od 21. minuty Christian Kirsch) | Brankáři                                        | Melker Thelin | Rozhodčí: Sean Macfarlane Peter Stano Čároví: Shane Gustafson Dāvis Zunde |
| Gruber (Antenen, Bünzli) 12:18' Gruber (Muggli, Dorthe) 44:21' Braillard (Muggli, Graf) 51:17' Kaderli (Muggli, Gruber) 54:16' Braillard (Kaderli) 59:47' | Gruber (Antenen, Bünzli) 12:18' Gruber (Muggli, Dorthe) 44:21' Braillard (Muggli, Graf) 51:17' Kaderli (Muggli, Gruber) 54:16' Braillard (Kaderli) 59:47' | 0:1 1:1 1:2 1:3 1:4 1:5 1:6 2:6 2:7 3:7 4:7 5:7 | 06:52' Willander (Sandin-Pellikka, Unger Sörum) 13:15' Forsfjäll (Hedqvist, Granberg) 18:52' Stenberg (Lindstein, Nilsson) 24:52' Granberg (Hedqvist, Forsfjäll) 28:52' Willander (Unger Sörum, Edstrom) 39:48' Eklund (Sandin-Pellikka, Willander) 49:44' Sandin-Pellikka (Eklund, Johnson) | Rozhodčí: Sean Macfarlane Peter Stano Čároví: Shane Gustafson Dāvis Zunde |
| 18 min | 18 min | Tresty                                          | 18 min | Rozhodčí: Sean Macfarlane Peter Stano Čároví: Shane Gustafson Dāvis Zunde |
| 35 | 35 | Střely                                          | 36 | Rozhodčí: Sean Macfarlane Peter Stano Čároví: Shane Gustafson Dāvis Zunde |

| 29. prosince 2024 23:00 | Česko | 4 : 2 (2:0, 1:1, 1:1) | Slovensko | TD Place Arena, Ottawa Návštěvnost: 5 099 |  |

| Report | |                         |                                                                |                                                                          |
| Alan Lendak | Alan Lendak | Brankáři                | Michael Hrabal                                                 | Rozhodčí: Christoffer Holm Mikael Holm Čároví: Jake Davis Onni Hautamäki |
| Hradec (Maštalířský) 11:12' Šimek (Jecho, Židlický) 15:10' Šalé (Maštalířský, Jiříček) 37:21' Šalé (Holinka, Galvas) 48:48' | Hradec (Maštalířský) 11:12' Šimek (Jecho, Židlický) 15:10' Šalé (Maštalířský, Jiříček) 37:21' Šalé (Holinka, Galvas) 48:48' | 1:0 2:0 2:1 3:1 4:1 4:2 | 30:48' Císar (Kralovic, Chovan) 54:52' Dvorský (Štrbák, Matúš) | Rozhodčí: Christoffer Holm Mikael Holm Čároví: Jake Davis Onni Hautamäki |
| 37 min | 37 min | Tresty                  | 10 min                                                         | Rozhodčí: Christoffer Holm Mikael Holm Čároví: Jake Davis Onni Hautamäki |
| 26 | 26 | Střely                  | 27                                                             | Rozhodčí: Christoffer Holm Mikael Holm Čároví: Jake Davis Onni Hautamäki |

| 30. prosince 2024 19:00 | Slovensko | 5 : 4 PP (3:0, 1:2, 0:2 – 1:0) | Kazachstán | TD Place Arena, Ottawa Návštěvnost: 2 790 |  |

| Report | |                                     |                                                                                |                                                                                |
| Samuel Urban | Samuel Urban | Brankáři                            | Vladimir Nikitin                                                               | Rozhodčí: Sean Macfarlane Michael Tscherrig Čároví: Tommi Niittylä Dāvis Zunde |
| Dvorský (Jenčko) 08:07' Dvorský (Pekarčík, Radivojevič) 13:19' Pekarčík (Dvorský, Štrbák) 19:51' Pekarčík (Dvorský, Jenčko) 32:36' Štrbák (Pekarčík, Pobežal) 62:55' | Dvorský (Jenčko) 08:07' Dvorský (Pekarčík, Radivojevič) 13:19' Pekarčík (Dvorský, Štrbák) 19:51' Pekarčík (Dvorský, Jenčko) 32:36' Štrbák (Pekarčík, Pobežal) 62:55' | 1:0 2:0 3:0 3:1 4:1 4:2 4:3 4:4 5:4 | 22:02' Gross 36:14' Sarkenov (Alibek, Rešetko) 56:37' Nurkenov 59:31' Ljapunov | Rozhodčí: Sean Macfarlane Michael Tscherrig Čároví: Tommi Niittylä Dāvis Zunde |
| 8 min | 8 min | Tresty                              | 33 min                                                                         | Rozhodčí: Sean Macfarlane Michael Tscherrig Čároví: Tommi Niittylä Dāvis Zunde |
| 42 | 42 | Střely                              | 17                                                                             | Rozhodčí: Sean Macfarlane Michael Tscherrig Čároví: Tommi Niittylä Dāvis Zunde |

| 31. prosince 2024 18:00 | Kazachstán | 1 : 3 (1:1, 0:1, 0:1) | Švýcarsko | TD Place Arena, Ottawa Návštěvnost: 2 900 |  |

| Report                               |                                      |                 |                                                                                          |                                                                             |
| Vladimir Nikitin                     | Vladimir Nikitin                     | Brankáři        | Christian Kirsch                                                                         | Rozhodčí: Michael Campbell Mads Frandsen Čároví: Nick Briganti Daniel Hynek |
| Ljapunov (Ruslanulyj, Orazov) 06:10' | Ljapunov (Ruslanulyj, Orazov) 06:10' | 0:1 1:1 1:2 1:3 | 01:41' S. Meier (Schneller, Johnson) 37:18' Antenen 48:59' Johnson (S. Meier, Schneller) | Rozhodčí: Michael Campbell Mads Frandsen Čároví: Nick Briganti Daniel Hynek |
| 14 min                               | 14 min                               | Tresty          | 8 min                                                                                    | Rozhodčí: Michael Campbell Mads Frandsen Čároví: Nick Briganti Daniel Hynek |
| 12                                   | 12                                   | Střely          | 35                                                                                       | Rozhodčí: Michael Campbell Mads Frandsen Čároví: Nick Briganti Daniel Hynek |

| 31. prosince 2024 23:00 | Švédsko | 4 : 2 (0:0, 4:1, 0:1) | Česko | TD Place Arena, Ottawa Návštěvnost: 6 138 |  |

| Report | |                         |                                                 |                                                                      |
| Melker Thelin | Melker Thelin | Brankáři                | Michael Hrabal                                  | Rozhodčí: Riku Brander Kristian Vikman Čároví: Jake Davis Oto Durmis |
| Traff (Lindstein, Nilsson) 21:52' Traff (Wahlberg, Stenberg) 27:18' Unger Sörum (Stenberg, Sandin-Pellikka) 38:17' Wahlberg (Nilsson, Eklund) 38:47' | Traff (Lindstein, Nilsson) 21:52' Traff (Wahlberg, Stenberg) 27:18' Unger Sörum (Stenberg, Sandin-Pellikka) 38:17' Wahlberg (Nilsson, Eklund) 38:47' | 1:0 2:0 2:1 3:1 4:1 4:2 | 31:57' Sikora (Jecho, Jiříček) 40:34' Šalé (TS) | Rozhodčí: Riku Brander Kristian Vikman Čároví: Jake Davis Oto Durmis |
| 4 min | 4 min | Tresty                  | 14 min                                          | Rozhodčí: Riku Brander Kristian Vikman Čároví: Jake Davis Oto Durmis |
| 41 | 41 | Střely                  | 30                                              | Rozhodčí: Riku Brander Kristian Vikman Čároví: Jake Davis Oto Durmis |

### Souboj o udržení
| 2. ledna 2025 17:00 | Německo | 4 : 3 (1:2, 2:1, 1:0) | Kazachstán | Canadian Tire Centre, Ottawa Návštěvnost: 6 177 |  |

| Report | |                             |                                                                                   |                                                                                     |
| Linus Vieillard                                                                                               | Linus Vieillard                                                                                               | Brankáři                    | Vladimir Nikitin                                                                  | Rozhodčí: Andris Ansons Michael Tscherrig Čároví: Anders Nyqvist Tarrington Wyonzek |
| Schafer (Maul) 04:41' Schafer (Sumpf, Samanski) 23:58' Tropmann (Seidl, Sumpf) 24:19' Sumpf (Tropmann) 44:03' | Schafer (Maul) 04:41' Schafer (Sumpf, Samanski) 23:58' Tropmann (Seidl, Sumpf) 24:19' Sumpf (Tropmann) 44:03' | 0:1 1:1 1:2 1:3 2:3 3:3 4:3 | 04:33' Ruslanulyj (Orazov) 17:46' Sitnikov (Migunov, Gross) 22:02' Gross (Kankin) | Rozhodčí: Andris Ansons Michael Tscherrig Čároví: Anders Nyqvist Tarrington Wyonzek |
| 6 min | 6 min | Tresty                      | 18 min                                                                            | Rozhodčí: Andris Ansons Michael Tscherrig Čároví: Anders Nyqvist Tarrington Wyonzek |
| 22 | 22 | Střely                      | 31                                                                                | Rozhodčí: Andris Ansons Michael Tscherrig Čároví: Anders Nyqvist Tarrington Wyonzek |

## Play-off
Vítězné týmy budou do semifinále rozřazeny dle následujících kritérií:
1. Lepší umístění ve skupině
2. Vyšší počet bodů
3. Lepší brankový rozdíl
4. Vyšší počet vstřelených branek
5. Lepší nasazení do turnaje (konečné umístění na Mistrovství světa juniorů v ledním hokeji 2024)

| Pořadí | Tým       | Skupina | Umístění | Body | GR  | VG | Nasazení |
| ------ | --------- | ------- | -------- | ---- | --- | -- | -------- |
| 1      | Švédsko   | B       | 1        | 12   | +14 | 24 | 2        |
| 2      | USA       | A       | 1        | 10   | +12 | 22 | 1        |
| 3      | Česko     | B       | 2        | 9    | +16 | 25 | 3        |
| 4      | Finsko    | A       | 2        | 8    | +2  | 10 | 4        |
| 5      | Kanada    | A       | 3        | 7    | +3  | 10 | 5        |
| 6      | Slovensko | B       | 3        | 5    | –3  | 11 | 6        |
| 7      | Lotyšsko  | A       | 4        | 4    | –5  | 8  | 8        |
| 8      | Švýcarsko | B       | 4        | 3    | –5  | 10 | 7        |

### Pavouk
|  | Čtvrtfinále 1 |               |               |  |   |              |              |              |  |               |               |               |   |
|  | A1            | USA           | 7             |  |   |              |              |              |  |               |               |               |   |
|  | B4            | Švýcarsko     | 2             |  |   | Semifinále 1 | Semifinále 1 | Semifinále 1 |  |               |               |               |   |
|  |               |               |               |  |   | 2            | USA          | 4            |  |               |               |               |   |
|  | Čtvrtfinále 2 | Čtvrtfinále 2 | Čtvrtfinále 2 |  | 3 | Česko        | 1            |              |  |               |               |               |   |
|  | B2            | Česko         | 4             |  |   |              |              |              |  |               |               |               |   |
|  | A3            | Kanada        | 3             |  |   |              |              |              |  | Finále        | Finále        | Finále        |   |
|  |               |               |               |  |   |              |              |              |  |               | 2             | USA (PP)      | 4 |
|  | Čtvrtfinále 3 | Čtvrtfinále 3 | Čtvrtfinále 3 |  |   |              |              |              |  |               | 4             | Finsko        | 3 |
|  | B1            | Švédsko       | 3             |  |   |              |              |              |  |               |               |               |   |
|  | A4            | Lotyšsko      | 2             |  |   | Semifinále 2 | Semifinále 2 | Semifinále 2 |  | Zápas o bronz | Zápas o bronz | Zápas o bronz |   |
|  |               |               |               |  |   | 1            | Švédsko      | 3            |  | 1             | Švédsko       | 2             |   |
|  | Čtvrtfinále 4 | Čtvrtfinále 4 | Čtvrtfinále 4 |  | 4 | Finsko (PP)  | 4            |              |  | 3             | Česko (SN)    | 3             |   |
|  | A2            | Finsko        | 5             |  |   |              |              |              |  |               |               |               |   |
|  | B3            | Slovensko     | 3             |  |   |              |              |              |  |               |               |               |   |

### Čtvrtfinále
| 2. ledna 2025 18:00 | Švédsko | 3 : 2 (2:0, 1:2, 0:0) | Lotyšsko | TD Place Arena, Ottawa Návštěvnost: 5 033 |  |

| Report                                                                                                 | |                     |                                                                              |                                                                            |
| Melker Thelin                                                                                          | Melker Thelin                                                                                          | Brankáři            | Linards Feldbergs                                                            | Rozhodčí: Mike Langin Kristian Vikman Čároví: Shane Gustafson Daniel Hynek |
| Forsfjäll (Bergqvist) 08:30' Wahlberg (Sandin-Pellikka, Nilsson) 09:52' Edstrom (Eklund, Sörum) 23:57' | Forsfjäll (Bergqvist) 08:30' Wahlberg (Sandin-Pellikka, Nilsson) 09:52' Edstrom (Eklund, Sörum) 23:57' | 1:0 2:0 3:0 3:1 3:2 | 30:13' Mateiko (Sieradzkis, Uljanskis) 38:50' Mateiko (Mūrnieks, Sieradzkis) | Rozhodčí: Mike Langin Kristian Vikman Čároví: Shane Gustafson Daniel Hynek |
| 4 min                                                                                                  | 4 min                                                                                                  | Tresty              | 8 min                                                                        | Rozhodčí: Mike Langin Kristian Vikman Čároví: Shane Gustafson Daniel Hynek |
| 50 | 50 | Střely              | 13                                                                           | Rozhodčí: Mike Langin Kristian Vikman Čároví: Shane Gustafson Daniel Hynek |

| 2. ledna 2025 20:30 | USA | 7 : 2 (4:1, 3:0, 0:1) | Švýcarsko | Canadian Tire Centre, Ottawa Návštěvnost: 12 772 |  |

| Report | |                                     |                                                        |                                                                 |
| Hampton Slukynsky | Hampton Slukynsky | Brankáři                            | Christian Kirsch (od 12. minuty Elijah Neuenschwander) | Rozhodčí: Jan Hribik Peter Stano Čároví: Oto Durmis Dāvis Zunde |
| Svoboda 06:39' Hagens (Moore, Ziemer) 08:23' Leonard 11:35' Nelson (Moore, Ziemer) 16:44' Buium (Perreault) 27:45' Hagens (Perreault, Kleber) 35:03' Leonard (Perreault, Buium) 36:23' | Svoboda 06:39' Hagens (Moore, Ziemer) 08:23' Leonard 11:35' Nelson (Moore, Ziemer) 16:44' Buium (Perreault) 27:45' Hagens (Perreault, Kleber) 35:03' Leonard (Perreault, Buium) 36:23' | 1:0 2:0 3:0 3:1 4:1 5:1 6:1 7:1 7:2 | 15:04' Rhyn (Reber) 46:53' Kaderli (Gruber, Braillard) | Rozhodčí: Jan Hribik Peter Stano Čároví: Oto Durmis Dāvis Zunde |
| 6 min | 6 min | Tresty                              | 8 min                                                  | Rozhodčí: Jan Hribik Peter Stano Čároví: Oto Durmis Dāvis Zunde |
| 31 | 31 | Střely                              | 19                                                     | Rozhodčí: Jan Hribik Peter Stano Čároví: Oto Durmis Dāvis Zunde |

| 2. ledna 2025 23:00 | Finsko | 5 : 3 (3:0, 1:1, 1:2) | Slovensko | TD Place Arena, Ottawa Návštěvnost: 6 427 |  |

| Report | |                                 |                                                                                                |                                                                               |
| Petteri Rimpinen | Petteri Rimpinen | Brankáři                        | Alan Lenďák (od 14. minuty Samuel Urban)                                                       | Rozhodčí: Mads Frandsen Mikael Holm Čároví: Albert Ankerstjerne Nick Briganti |
| Kiiskinen (Nurmi, Ruohonen) 01:10' Nurmi (Kiiskinen, Nieminen) 03:54' Kumpulainen (Halttunen, Kiviharju) 13:03' Kumpulainen (Rautiainen, Jokinen) 35:53' Nurmi (Ruohonen, Miettinen) 58:01' | Kiiskinen (Nurmi, Ruohonen) 01:10' Nurmi (Kiiskinen, Nieminen) 03:54' Kumpulainen (Halttunen, Kiviharju) 13:03' Kumpulainen (Rautiainen, Jokinen) 35:53' Nurmi (Ruohonen, Miettinen) 58:01' | 1:0 2:0 3:0 3:1 4:1 4:2 4:3 5:3 | 30:15' Pekarčík (Dvorský, Štrbák) 49:13' Feder (Kukumberg) 56:04' Dvorský (Pekarčík, Královič) | Rozhodčí: Mads Frandsen Mikael Holm Čároví: Albert Ankerstjerne Nick Briganti |
| 33 min | 33 min | Tresty                          | 6 min                                                                                          | Rozhodčí: Mads Frandsen Mikael Holm Čároví: Albert Ankerstjerne Nick Briganti |
| 18 | 18 | Střely                          | 36                                                                                             | Rozhodčí: Mads Frandsen Mikael Holm Čároví: Albert Ankerstjerne Nick Briganti |

| 3. ledna 2025 01:30 | Česko | 4 : 3 (3:1, 0:1, 1:1) | Kanada | Canadian Tire Centre, Ottawa Návštěvnost: 18 254 |  |

| Report | |                             |                                                                                         |                                                                          |
| Michael Hrabal | Michael Hrabal | Brankáři                    | Carter George                                                                           | Rozhodčí: Riku Brander Sean Macfarlane Čároví: Jake Davis Tommi Niittylä |
| Sikora (Hradec) 00:43' Štancl (Jecho, Jiříček) 12:45' Šalé (Maštalířský, Galvas) 19:57' Jecho (Jiříček, Sikora) 59:20' | Sikora (Hradec) 00:43' Štancl (Jecho, Jiříček) 12:45' Šalé (Maštalířský, Galvas) 19:57' Jecho (Jiříček, Sikora) 59:20' | 1:0 1:1 2:1 3:1 3:2 3:3 4:3 | 10:17' Howe (Yager) 37:40' Martone (Molendyk, Yager) 55:42' Nadeau (Pinelli, Dickinson) | Rozhodčí: Riku Brander Sean Macfarlane Čároví: Jake Davis Tommi Niittylä |
| 10 min | 10 min | Tresty                      | 55 min                                                                                  | Rozhodčí: Riku Brander Sean Macfarlane Čároví: Jake Davis Tommi Niittylä |
| 26 | 26 | Střely                      | 32                                                                                      | Rozhodčí: Riku Brander Sean Macfarlane Čároví: Jake Davis Tommi Niittylä |

### Semifinále
| 4. ledna 2025 21:30 | Švédsko | 3 : 4 PP (0:0, 2:3, 1:0 – 0:1) | Finsko | Canadian Tire Centre, Ottawa Návštěvnost: 13 642 |  |

| Report | |                             | |                                                                               |
| Melker Thelin                                                                                                | Melker Thelin                                                                                                | Brankáři                    | Petteri Rimpinen | Rozhodčí: Michael Campbell Sean Macfarlane Čároví: Nick Briganti Daniel Hynek |
| Stenberg (Bergqvist) 21:22' Stenberg (Lindstein, Nilsson) 38:07' Hallquisth (Gustafsson, Unger Sörum) 51:32' | Stenberg (Bergqvist) 21:22' Stenberg (Lindstein, Nilsson) 38:07' Hallquisth (Gustafsson, Unger Sörum) 51:32' | 1:0 1:1 1:2 2:2 2:3 3:3 3:4 | 24:32' Hemming (Helenius, Hynninen) 33:38' Kiiskinen (Hynninen, Helenius) 39:39' Alasiurua (Hemming) 69:22' Rautiainen (Helenius, Halttunen) | Rozhodčí: Michael Campbell Sean Macfarlane Čároví: Nick Briganti Daniel Hynek |
| 10 min | 10 min | Tresty                      | 8 min | Rozhodčí: Michael Campbell Sean Macfarlane Čároví: Nick Briganti Daniel Hynek |
| 46 | 46 | Střely                      | 35 | Rozhodčí: Michael Campbell Sean Macfarlane Čároví: Nick Briganti Daniel Hynek |

| 5. ledna 2025 01:30 | USA | 4 : 1 (1:1, 1:0, 2:0) | Česko | Canadian Tire Centre, Ottawa Návštěvnost: 14 191 |  |

| Report | |                     |                |                                                                                  |
| Trey Augustine | Trey Augustine | Brankáři            | Michael Hrabal | Rozhodčí: Christoffer Holm Mike Langin Čároví: Onni Hautamäki Tarrington Wyonzek |
| Perreault (Leonard, Minnetian) 03:14' Eiserman (Connelly, Hutson) 33:41' Leonard (Perreault, Minnetian) 55:33' Moore (Nelson, Svoboda, do prázdné branky) 58:53' | Perreault (Leonard, Minnetian) 03:14' Eiserman (Connelly, Hutson) 33:41' Leonard (Perreault, Minnetian) 55:33' Moore (Nelson, Svoboda, do prázdné branky) 58:53' | 1:0 1:1 2:1 3:1 4:1 | 09:28' Štancl  | Rozhodčí: Christoffer Holm Mike Langin Čároví: Onni Hautamäki Tarrington Wyonzek |
| 6 min | 6 min | Tresty              | 8 min          | Rozhodčí: Christoffer Holm Mike Langin Čároví: Onni Hautamäki Tarrington Wyonzek |
| 25 | 25 | Střely              | 27             | Rozhodčí: Christoffer Holm Mike Langin Čároví: Onni Hautamäki Tarrington Wyonzek |

### Zápas o 3. místo
| 5. ledna 2025 21:30 | Švédsko | 2 : 3 SN (1:1, 1:1, 0:0 – 0:0 – 0:1) | Česko | Canadian Tire Centre, Ottawa Návštěvnost: 11 394 |  |

| Report | |                                                            | |                                                                               |
| Marcus Gidlöf | Marcus Gidlöf | Brankáři                                                   | Michael Hrabal | Rozhodčí: Andris Ansons Mike Langin Čároví: Tommi Niittylä Tarrington Wyonzek |
| Edstrom (Unger Sörum, Sandin-Pellikka) 12:31' Edstrom (Unger Sörum, Wahlberg) 35:40' Nilsson Sandin-Pellikka Stenberg Edstrom Forsfjäll Sandin-Pellikka Nilsson Unger Sörum Sandin-Pellikka Nilsson Eklund Sandin-Pellikka Stenberg | Edstrom (Unger Sörum, Sandin-Pellikka) 12:31' Edstrom (Unger Sörum, Wahlberg) 35:40' Nilsson Sandin-Pellikka Stenberg Edstrom Forsfjäll Sandin-Pellikka Nilsson Unger Sörum Sandin-Pellikka Nilsson Eklund Sandin-Pellikka Stenberg | 0:1 1:1 1:2 2:2 Samostatné nájezdy 0:0 0:1 1:1 2:1 2:2 2:3 | 03:47' Štancl (Jecho, Jiříček) 29:27' Šalé (Holinka) Holinka Štancl Jecho Šalé Sikora Štancl Šalé Štancl Šalé Maštalířský Felcman Hradec Šalé | Rozhodčí: Andris Ansons Mike Langin Čároví: Tommi Niittylä Tarrington Wyonzek |
| 2 min | 2 min | Tresty                                                     | 6 min | Rozhodčí: Andris Ansons Mike Langin Čároví: Tommi Niittylä Tarrington Wyonzek |
| 34 | 34 | Střely                                                     | 33 | Rozhodčí: Andris Ansons Mike Langin Čároví: Tommi Niittylä Tarrington Wyonzek |

### Finále
| 6. ledna 2025 01:30 | USA | 4 : 3 PP (1:2, 2:1, 0:0 – 1:0) | Finsko | Canadian Tire Centre, Ottawa Návštěvnost: 16 822 |  |

| Report | |                             | |                                                                               |
| Trey Augustine | Trey Augustine | Brankáři                    | Petteri Rimpinen                                                                                            | Rozhodčí: Christoffer Holm Michael Campbell Čároví: Jake Davis Onni Hautamäki |
| Hagens (Leonard, Perreault) 12:04' Svoboda (Hutson, Plante) 37:38' Hutson (Buium, Leonard) 39:31' Stiga (Buium, Ziemer) 68:04' | Hagens (Leonard, Perreault) 12:04' Svoboda (Hutson, Plante) 37:38' Hutson (Buium, Leonard) 39:31' Stiga (Buium, Ziemer) 68:04' | 0:1 1:1 1:2 1:3 2:3 3:3 4:3 | 07:13' Kiiskinen (Hemming, Hynninen) 13:03' Uronen (Alasiurua, Hemming) 24:52' Pieniniemi (Nurmi, Ruohonen) | Rozhodčí: Christoffer Holm Michael Campbell Čároví: Jake Davis Onni Hautamäki |
| 4 min | 4 min | Tresty                      | 2 min | Rozhodčí: Christoffer Holm Michael Campbell Čároví: Jake Davis Onni Hautamäki |
| 40 | 40 | Střely                      | 24 | Rozhodčí: Christoffer Holm Michael Campbell Čároví: Jake Davis Onni Hautamäki |

## Hráčské statistiky

### Kanadské bodování
Toto je průběžné pořadí hráčů podle dosažených bodů. Za jeden vstřelený gól nebo přihrávku na gól hráč získal jeden bod.
| Poř. | Hráč                 | Tým       | Z | G | A | B  | TM | +/- |
| ---- | -------------------- | --------- | - | - | - | -- | -- | --- |
| 1.   | Cole Huston          | USA       | 7 | 3 | 8 | 11 | 2  | +11 |
| 2.   | Jakub Štancl         | Česko     | 7 | 7 | 3 | 10 | 0  | +6  |
| 3.   | Ryan Leonard         | USA       | 7 | 5 | 5 | 10 | 12 | +10 |
| 4.   | Axel Sandin-Pellikka | Švédsko   | 7 | 4 | 6 | 10 | 6  | +8  |
| 5.   | Gabe Perreault       | USA       | 7 | 3 | 7 | 10 | 0  | +10 |
| 6.   | Felix Unger Sörum    | Švédsko   | 7 | 1 | 9 | 10 | 0  | +5  |
| 7.   | Dalibor Dvorský      | Slovensko | 5 | 5 | 4 | 9  | 0  | -2  |
| 8.   | James Hagens         | USA       | 7 | 5 | 4 | 9  | 2  | +9  |
| 9.   | Eduard Šalé          | Česko     | 7 | 6 | 2 | 8  | 4  | +4  |
| 10.  | Vojtěch Hradec       | Česko     | 7 | 4 | 4 | 8  | 4  | +9  |
| 10.  | Anton Wahlberg       | Švédsko   | 7 | 4 | 4 | 8  | 2  | +7  |

### Hodnocení brankářů
Toto je průběžné pořadí pěti nejlepších brankářů.
| Poř. | Hráč              | Tým      | Z. | MIN    | OG | PZ  | PS  | POG  | Úsp%  |
| ---- | ----------------- | -------- | -- | ------ | -- | --- | --- | ---- | ----- |
| 1.   | Carter George     | Kanada   | 4  | 239:01 | 7  | 102 | 109 | 1.76 | 93.58 |
| 2.   | Petteri Rimpinen  | Finsko   | 7  | 436:45 | 17 | 238 | 255 | 2.34 | 93.33 |
| 3.   | Linards Feldbergs | Lotyšsko | 5  | 306:46 | 16 | 210 | 226 | 3.13 | 92.92 |
| 4.   | Michael Hrabal    | Česko    | 6  | 366:45 | 15 | 169 | 184 | 2.45 | 91.85 |
| 5.   | Trey Augustine    | USA      | 5  | 309:50 | 13 | 143 | 156 | 2.52 | 91.67 |

### Turnajová ocenění
- Nejlepší hráči podle direktoriátu IIHF
  - Brankář:  Petteri Rimpinen
  - Obránce:  Axel Sandin-Pellikka
  - Útočník:  Ryan Leonard

- All-star tým
  - MVP:  Ryan Leonard
  - Brankář :  Petteri Rimpinen
  - Obránci :  Cole Hutson /  Axel Sandin-Pellikka
  - Útočníci :  Ryan Leonard /  Jakub Štancl /  Gabe Perreault

## Konečné pořadí
| Poř.             | Tým        | Z | V | VP | PP | P | GV | GI | +/− | B  | Konečný výsledek        |
| ---------------- | ---------- | - | - | -- | -- | - | -- | -- | --- | -- | ----------------------- |
| Zlatá medaile    | USA        | 7 | 5 | 1  | 1  | 0 | 37 | 16 | +21 | 18 | Šampioni                |
| Stříbrná medaile | Finsko     | 7 | 3 | 2  | 1  | 1 | 22 | 18 | +4  | 14 | Finalisté               |
| Bronzová medaile | Česko      | 7 | 4 | 1  | 0  | 2 | 33 | 18 | +15 | 14 | Třetí místo             |
| 4.               | Švédsko    | 7 | 5 | 0  | 2  | 0 | 32 | 19 | +13 | 17 | Čtvrté místo            |
|                  |            |   |   |    |    |   |    |    |     |    |                         |
| 5.               | Kanada     | 5 | 2 | 0  | 1  | 2 | 13 | 11 | +2  | 7  | Vyřazeni ve čtvrtfinále |
| 6.               | Slovensko  | 5 | 1 | 1  | 0  | 3 | 14 | 19 | −5  | 5  | Vyřazeni ve čtvrtfinále |
| 7.               | Lotyšsko   | 5 | 0 | 2  | 0  | 3 | 10 | 16 | −6  | 4  | Vyřazeni ve čtvrtfinále |
| 8.               | Švýcarsko  | 5 | 1 | 0  | 0  | 4 | 12 | 22 | −10 | 3  | Vyřazeni ve čtvrtfinále |
|                  |            |   |   |    |    |   |    |    |     |    |                         |
| 9.               | Německo    | 5 | 1 | 0  | 1  | 3 | 12 | 23 | −11 | 4  | Vítěz zápasu o udržení  |
| 10.              | Kazachstán | 5 | 0 | 0  | 1  | 4 | 11 | 34 | −23 | 1  | Sestup do Divize I      |

## Divize I

### Skupina A
Turnaj se konal od 9. do 15. prosince 2024 ve slovinském Bledu.
| Poř. | Tým       | Z | V | VP | PP | P | VG | OG | B  |
| ---- | --------- | - | - | -- | -- | - | -- | -- | -- |
| 1.   | Dánsko    | 5 | 4 | 0  | 1  | 0 | 17 | 12 | 13 |
| 2.   | Rakousko  | 5 | 4 | 0  | 0  | 1 | 16 | 10 | 12 |
| 3.   | Norsko    | 5 | 3 | 0  | 0  | 2 | 13 | 8  | 9  |
| 4.   | Slovinsko | 5 | 2 | 0  | 0  | 3 | 18 | 16 | 6  |
| 5.   | Francie   | 5 | 1 | 1  | 0  | 3 | 15 | 20 | 5  |
| 6.   | Maďarsko  | 5 | 0 | 0  | 0  | 5 | 7  | 20 | 0  |

### Skupina B
Turnaj se konal od 11. do 17. ledna 2025 v estonském Tallinnu.
| Poř. | Tým         | Z | V | VP | PP | P | VG | OG | B  |
| ---- | ----------- | - | - | -- | -- | - | -- | -- | -- |
| 1.   | Ukrajina    | 5 | 5 | 0  | 0  | 0 | 29 | 10 | 15 |
| 2.   | Japonsko    | 5 | 2 | 1  | 1  | 1 | 26 | 24 | 9  |
| 3.   | Itálie      | 5 | 3 | 0  | 0  | 2 | 23 | 21 | 9  |
| 4.   | Estonsko    | 5 | 2 | 0  | 0  | 3 | 16 | 23 | 6  |
| 5.   | Polsko      | 5 | 1 | 0  | 1  | 3 | 14 | 21 | 4  |
| 6.   | Jižní Korea | 5 | 0 | 1  | 0  | 4 | 10 | 19 | 2  |

1. 1 2  Itálie 4 : 7 Japonsko

## Divize II

### Skupina A
Turnaj se konal od 6. do 12. ledna 2025 v chorvatském Záhřebu.
| Poř. | Tým            | Z | V | VP | PP | P | VG | OG | B  |
| ---- | -------------- | - | - | -- | -- | - | -- | -- | -- |
| 1.   | Litva          | 5 | 5 | 0  | 0  | 0 | 39 | 5  | 15 |
| 2.   | Rumunsko       | 5 | 3 | 0  | 0  | 2 | 16 | 15 | 9  |
| 3.   | Chorvatsko     | 5 | 3 | 0  | 0  | 2 | 22 | 26 | 9  |
| 4.   | Velká Británie | 5 | 2 | 0  | 0  | 3 | 11 | 15 | 6  |
| 5.   | Čína           | 5 | 2 | 0  | 0  | 3 | 18 | 24 | 6  |
| 6.   | Nizozemsko     | 5 | 0 | 0  | 0  | 5 | 9  | 30 | 0  |

1. 1 2  Rumunsko 6 : 4 Chorvatsko
2. 1 2  Velká Británie 4 : 3 Čína

### Skupina B
Turnaj se konal od 19. do 25. ledna 2025 v srbském Bělehradu.
| Poř. | Tým       | Z | V | VP | PP | P | VG | OG | B  |
| ---- | --------- | - | - | -- | -- | - | -- | -- | -- |
| 1.   | Španělsko | 5 | 4 | 0  | 1  | 0 | 18 | 9  | 13 |
| 2.   | Izrael    | 5 | 3 | 0  | 0  | 2 | 18 | 19 | 9  |
| 3.   | Srbsko    | 5 | 2 | 1  | 0  | 2 | 18 | 13 | 8  |
| 4.   | Austrálie | 5 | 2 | 0  | 0  | 3 | 18 | 19 | 6  |
| 5.   | Island    | 5 | 2 | 0  | 0  | 3 | 16 | 14 | 6  |
| 6.   | Belgie    | 5 | 1 | 0  | 0  | 4 | 10 | 24 | 3  |

1. 1 2  Island 4 : 5 Austrálie

## Divize III

### Skupina A
Turnaj se konal od 27. ledna do 2. února 2025 v tureckém Istanbulu.
| Poř. | Tým                 | Z | V | VP | PP | P | VG | OG | B  |
| ---- | ------------------- | - | - | -- | -- | - | -- | -- | -- |
| 1.   | Nový Zéland         | 5 | 5 | 0  | 0  | 0 | 32 | 8  | 15 |
| 2.   | Tchaj-wan           | 5 | 4 | 0  | 0  | 1 | 39 | 11 | 12 |
| 3.   | Bulharsko           | 5 | 3 | 0  | 0  | 2 | 29 | 17 | 9  |
| 4.   | Turecko             | 5 | 2 | 0  | 0  | 3 | 27 | 31 | 6  |
| 5.   | Bosna a Hercegovina | 5 | 1 | 0  | 0  | 4 | 12 | 54 | 3  |
| 6.   | Mexiko              | 5 | 0 | 0  | 0  | 5 | 13 | 31 | 0  |

### Skupina B
Turnaj se konal od 11. do 14. prosince 2024 v thajském Bangkoku.
| Poř. | Tým         | Z | V | VP | PP | P | VG | OG | B |
| ---- | ----------- | - | - | -- | -- | - | -- | -- | - |
| 1.   | Thajsko     | 3 | 3 | 0  | 0  | 0 | 19 | 5  | 9 |
| 2.   | Kyrgyzstán  | 3 | 2 | 0  | 0  | 1 | 14 | 9  | 6 |
| 3.   | JAR         | 3 | 0 | 1  | 0  | 2 | 11 | 21 | 2 |
| 4.   | Lucembursko | 3 | 0 | 0  | 1  | 2 | 9  | 18 | 1 |